# Luc Verhey
Lucas Franciscus Maria (Luc) Verhey (Helmond, 22 juni 1960) is een Nederlands jurist gespecialiseerd in het staatsrecht. Hij is lid van de Raad van State en bijzonder hoogleraar aan de Universiteit Leiden.
Verhey volgde het gymnasium-B aan het Bonaventuracollege te Leiden, waar hij in 1978 eindexamen deed. Van 1979 tot 1985 studeerde hij rechten aan de Universiteit Leiden. Na zijn studie werd hij promovendus (aio) bij de vakgroep staats- en bestuursrecht van de Erasmus Universiteit Rotterdam; vervolgens werd hij per januari 1989 universitair docent bij het instituut staats- en bestuursrecht van de Universiteit Utrecht. Op 30 september 1992 promoveerde Verhey te Utrecht op zijn proefschrift Horizontale werking van grondrechten, in het bijzonder van het recht op privacy; promotoren waren Marten Burkens en Evert Alkema (Leiden).
Na zijn promotie werd Verhey wetgevingsjurist en vervolgens raadsadviseur bij het ministerie van Justitie. In 2000 werd hij hoogleraar staats- en besturusrecht aan de Universiteit Maastricht. Van 2007 tot 2012 was Verhey directeur van het Montesquieu Instituut; sindsdien is hij fellow van het instituut. Per 1 april 2012 is hij bijzonder hoogleraar staats- en bestuursrecht aan de Universiteit Leiden op de Kirchheiner-leerstoel, die eerder werd bekleed door Rick Lawson, met als leeropdracht "Democratie, instituties en de burger". Hij hield zijn oratie, getiteld De constitutionele conventie: een blinde vlek in ons staatsrecht, op 24 januari 2014.
Sinds 1 maart 2011 is Verhey staatsraad bij de Afdeling advisering van de Raad van State. Sinds mei 2023 is hij daarnaast ook lid van de Raad van State, de zogenoemde "grondwettelijke raad".
Leden:
Koning der Nederlanden · 
Th.C. de Graaf (vice-president) · 
R. Uylenburg (voorzitter ABRvS) · 
G.J.J. Heerma van Voss · 
E. Helder · 
H.G. Sevenster · 
L.F.M. Verhey · 
B.P. Vermeulen 

Staatsraden: 
C.H.M. van Altena ·
T. Avedissian* ·
H.J.M. Baldinger · 
A.W.M. Bijloos · 
J.C. Boeree* ·
C.J. Borman ·
J.H. van Breda ·
B.J. Bruins ·
K.M. Buitenweg ·
W.D. Bult-Spiering ·  
E.J. Daalder ·
J.Th. Drop · 
V.V. Essenburg · 
B.J. van Ettekoven · 
M.W.C. Feteris* ·
J.J.W.P. van Gastel · 
F.H.G. de Grave · 
J.W. van de Gronden* ·
G. de Groot* ·
J.F. de Groot · 
J. Gundelach ·
G.J.J. Heerma van Voss ·
S.J.C. Hemels · 
M. den Heijer · 
J. Hoekstra · 
G.J.H. Houtzagers · 
G.T.J.M. Jurgens ·
M.M. Kaajan · 
P.H.A Knol · 
R.W.L. Koopmans* · 
A. Kuijer · 
C.C.W. Lange ·
B. Meijer ·
E.A. Minderhoud ·
A.J.C. de Moor-van Vugt ·
J.M.L. Niederer ·
A.G.A. Nijmeijer* ·
W. den Ouden · 
J.C.A. de Poorter · 
B.P.M. van Ravels · 
J. Schipper-Spanninga ·  
J.A.W. Scholten-Hinloopen ·
C.H. Sieburgh* ·
N.J. Schrijver ·
Th.G.M. Simons* · 
G. Snijders* ·
M. Soffers · 
G. Snijders* · 
E. Steendijk ·
A.L.J. van Strien* · 
R.J.M. van den Tweel ·
A. ten Veen · 
G.O. van Veldhuizen ·
H.C.P. Venema ·
D.A. Verburg ·
N. Verheij · 
M.B. Vos ·
P.J. Wattel* ·
R.J.G.M. Widdershoven* ·
J.M. Willems · 
C.M. Wissels · 
S.F.M. Wortmann · 
R. van Zwol 
(*staatsraad in buitengewone dienst)

Staatsraad van het Koninkrijk:
M.G.M. Schwengle (Aruba) · P.R.J. Comenencia (Curaçao) · M.C. van der Sluijs-Plantz (Sint Maarten)